# Stan (singolo)
Stan è un singolo del rapper Eminem, pubblicato il 20 novembre 2000 come terzo estratto dal terzo album in studio The Marshall Mathers LP.
Il 28 febbraio 2018, la RIAA lo certifica singolo di multiplatino, avendo venduto oltre due milioni di copie nel mercato statunitense.

## Descrizione
La canzone è stata scritta da Marshall Mathers intorno al 2000. La canzone narra del rapporto che si può manifestare tra un fan e una star. Infatti, come accade nella canzone, Stan, che rappresenta il fan, si rispecchia talmente tanto nelle canzoni di Eminem da volerlo conoscere a tutti i costi. Lo storytelling di Stan, seppur volutamente esagerato, rappresenta ciò che accade spesso a moltissimi fan di un qualsiasi artista che, prima della fama, abbia vissuto situazioni di difficoltà simili a quelle dei suoi seguaci. I fan si ossessionano di tale figura poiché lo vedono come una sorta di ancora di speranza, che li porta a cercare di somigliare al proprio idolo il più possibile, in una maniera al limite del patologico.